# Nubpa Choedak Gyatso
Pour les articles homonymes, voir Gyatso.
Nubpa Choedak Gyatso (tibétain : གནུབས་པ་ཆོས་གྲགས་རྒྱ་མཚོ, Wylie : gnubs pa chos grags rgya mtsho ; 1951 Aninkar, Tibet-13 octobre 2009 Gangtok) est un moine et député tibétain, ayant présidé la 10e Assemblée du Parlement tibétain en exil de 1988 à 1990 à Dharamsala, dans le nord de l'Inde.

## Biographie
Né dans une famille de la lignée Nyingma en 1951, à Aninkar, au Tibet, Choedak Gyatso a commencé ses études à l'âge de quatre ans au monastère de Nyendril Ling. Lors du soulèvement tibétain de 1959, il s'est enfui du Tibet avec sa famille.
Il étude à l'école tibétaine de Mussoorie et étudie durant deux ans la philosophie orientale et occidentale à l'université de Delhi pour étudier . Il reçoit des enseignements de Dudjom Rinpoché et de Dilgo Khyentse Rinpoché.
De 1979 à 1990, Chodak Gyatso travaille pour la communauté tibétaine en exil en Inde. À Varanasi, il est président du Bod Rangwang Denpai Legul Tsokchung et du comité de protection des étudiants de l'Université centrale des études tibétaines. Il est ensuite devenu conseiller de l'Association internationale des étudiants de l'Université de Delhi et premier président de l'Association d'amitié indo-tibétaine à Dharamsala.
Après avoir été élu représentant de l'école nyingma du bouddhisme tibétain du Parlement tibétain en exil, Chodak Gyatos a présidé la 10e Assemblée de 1988 à 1990. En 1992, il s'est installé à Los Angeles aux États-Unis en 1992 à la demande de Chagdud Tulku Rinpoché  et a pris en charge le centre bouddhiste Chagdud Gonpa Thondup Ling.
En 2003, il a fondé Ari Bhöd, une fondation américaine pour la préservation de la culture tibétaine, et d'apporter la paix à l’humanité.